# Mahamasina
Mahamasina (en français : ce qui consacre) est un quartier du IVe arrondissement d'Antananarivo, capitale de Madagascar.

## Toponymie
Le quartier de Mahamasina, traduit en français par « Ce qui rend sacré » tire son nom de la pierre sacrée qui y est présente.

## Histoire
Au cours de l'ancien régime, la plaine de Mahamasina a accueilli de nombreux événements royaux, notamment la cérémonie de couronnement du roi Radama II. Un camp militaire se trouvait également sur cette plaine.
Sous le régime colonial, un complexe sportif y fut construit, avec notamment le stade de Mahamasina, et entretenu jusqu'à nos jours.

## Galerie

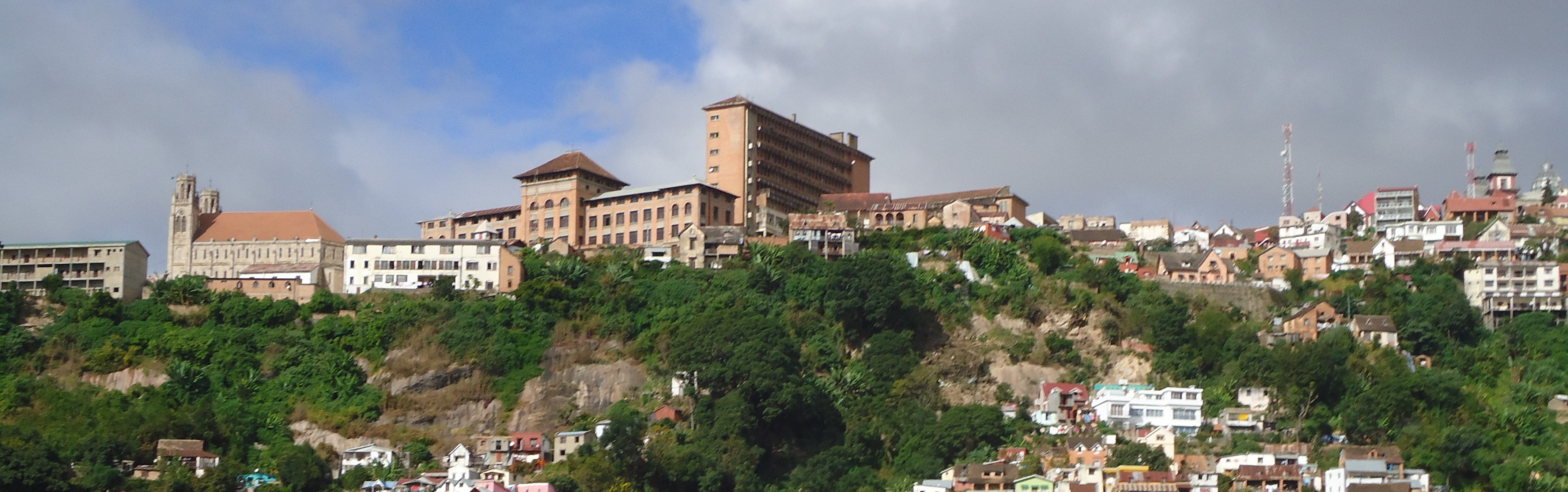
Vue du lycée Gallieni d'Andohalo de Mahamasina.

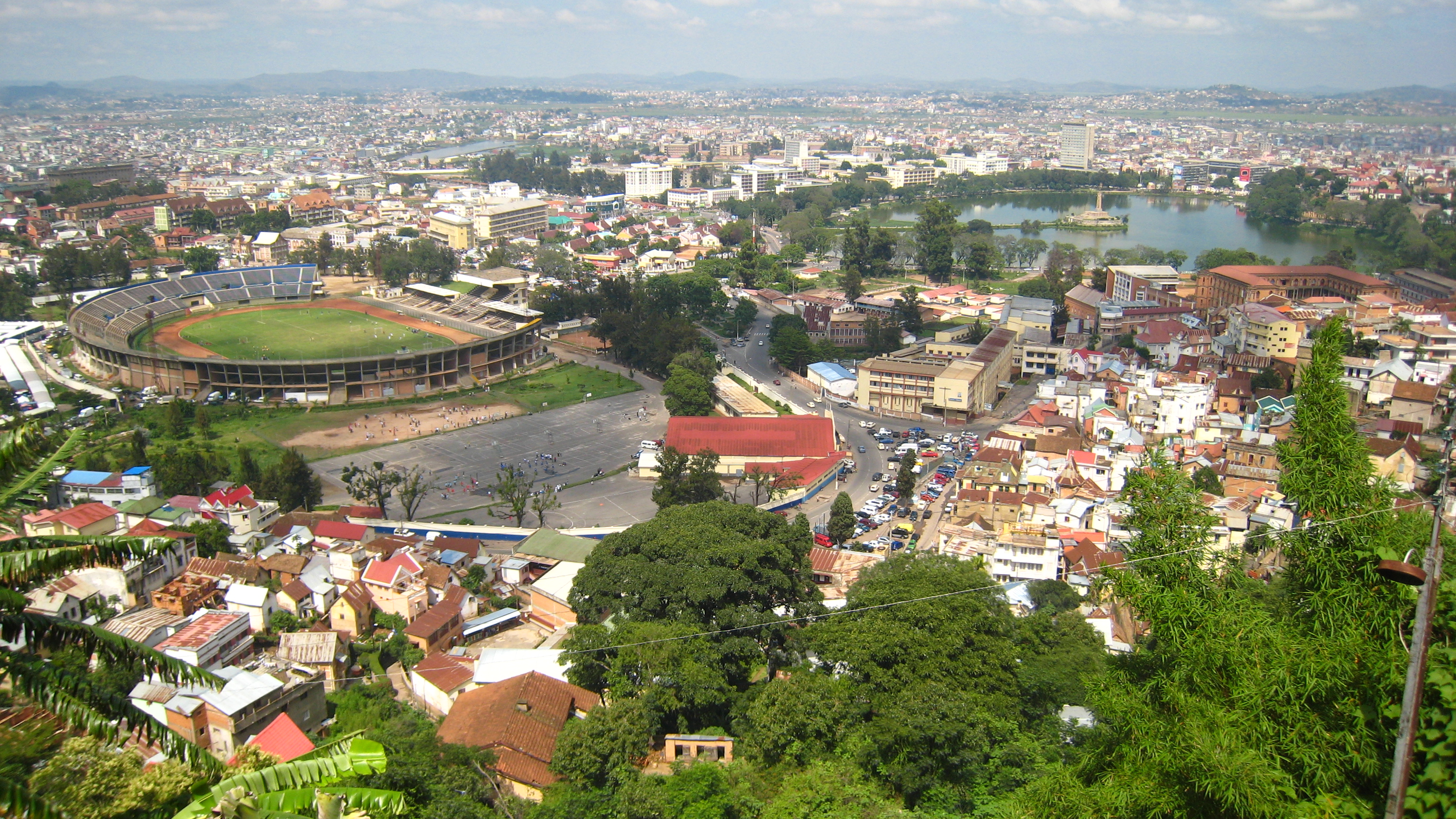
Le lac Anosy et le stade de Mahamasina.